# Thomas Felsberg
Thomas Benes Felsberg (São Paulo, 25 de julho de 1943) é um advogado e jurista brasileiro, escritor e palestrante, graduado em Direito pela Universidade de São Paulo e Mestre pela Universidade Columbia. É especializado na área de insolvência, reconhecido como um dos advogados líderes nessa área por publicações especializadas como Chambers and Partners , The Legal 500, Leaders League e Latin Lawyers. Participou dos comitês responsáveis pela elaboração da atual Lei de Falências e Recuperação de empresas  . É sócio fundador do escritório Felsberg Advogados, atuando nas áreas de Reestruturação e Insolvência, Contencioso e Arbitragem, Privatização, Aviação e Relações Governamentais. 

## Biografia
Thomas Felsberg é filho de Moritz Alexander Helmut Felsberg, alemão, e Edith Benes Felsberg, húngara, de origem checa, ambos naturalizados brasileiros. Estudou no Instituto Mackenzie e graduou-se em Direito pela Universidade de São Paulo em 1966.  
Cursou Langue et Civilisation Française na Universidade Grenoble-Alpes, na França, e, como auditeur libre, cursou Direito na Universidade de Paris. Fez cursos em Heidelberg e em Friburgo_na_Brisgóvia, na Universidade de Freiburgo.
Concluiu o mestrado (LL.M) pela Columbia University em 1970. Estagiou no escritório Hughes, Hubbard & Reed entre 1968 e 1970, em Nova Iorque. 
É membro da Ordem dos Advogados do Brasil, foi Diretor do International Insolvency Institute e é Presidente do Conselho Consultivo do Columbia University Club of Brazil. É membro de inúmeras associações profissionais nacionais e internacionais da área, como o American Bankruptcy Institute, o INSOL International e o American College of Bankruptcy. É membro do Conselho Jurídico da Federação das Indústrias do Estado de São Paulo (FIESP) e do Instituto Brasileiro de Estudos de Recuperação de Empresas (IBR)
Faz parte do corpo de árbitros da Câmara do Mercado.
Em 2022, foi designado como correspondente do Brasil da Unidroit (The International Institute for the Unification of Private Law), Instituto Internacional para a Unificação do Direito Privado, uma organização intergovernamental independente dedicada a estudar formas de harmonizar e de coordenar o direito privado entre Estados, preparando o caminho para a adoção de uma legislação uniforme de direito privado.

## O Escritório
O Felsberg Advogados é referência internacional na área de falência e recuperação de empresas. 

### German Desk
O chamado German Desk da Thomas Felsberg Advogados tem foco em clientes da Alemanha, Áustria e Suíça, ou que tenham interesses comerciais nestes países. A equipe é composta por dez advogados fluentes em alemão, sendo dois deles qualificados para atuar na Alemanha.

### China Desk
O China Desk da Felsberg tem foco em clientes na China, ou com interesses comerciais nesse país. Relaciona-se com tradicionais escritórios de advocacia chineses, trabalhando sob orientação do embaixador Sérgio Amaral, presidente emérito do Conselho Empresarial Brasil-China.  

## Premiação
Por seu trabalho no setor de insolvência e reestruturação de empresas, no Brasil e no exterior, Thomas Felsberg conquistou o prêmio anual da Global Restructuring Review, o GRR Lifetime Achievement Award, em 2019 . 
Em março de 2022, Thomas Felsberg recebeu o Lifetime Achievement Award, do Chambers Brazil Awards 2022.

## Livros
- FELSBERG, Thomas Benes. Foreign business in Brazil - a practical law guide. Instituto Brasileiro de Direito Transacional. Interinvest. São Paulo, 1976
- FELSBERG, Thomas Benes, FURLAN, Fernando de Magalhães.  Brasil-China comércio, direito e economia. Aduaneiras, São Paulo, 2005
- FELSBERG, Thomas Benes. O desafio do financiamento das empresas em recuperação judicial. (Direito dos negócios aplicado: do direito empresarial, Almedina, 2015. São Paulo)

## Principais artigos

### Em publicações internacionais
- FELSBERG, Thomas Benes; CAMPANA, Paulo.  Corporate Bankruptcy and Reorganization in Brazil national and cross-border perspectives. Minnesota: West, 2009

- FELSBERG, Thomas Benes. Common disputes in Brazil and sucessful strategies for resolving them through arbitration. Aspatore, 2009

- FELSBERG, Thomas Benes; PEDRETTI, Maria da Graça de Brito Vianna; COSTA, Andréa Machado Martins; SASDELLI, Fabrizio. Chapter 4 Brazil  (in International Project Finance and PPPs: a legal guide to key growth markets – 2011) The Netherlands: Kluwer Law International, 2010

- FELSBERG, Thomas Benes; PEDRETTI, Maria da Graça de Brito Vianna; COSTA, Andréa Machado Martins; SASDELLI, Fabrizio. Chapter 4 Brazil (in International project finance and PPPs: a legal guide to key growth markets – 2012). The Netherlands: Kluwer Law International, 2012

- FELSBERG, Thomas Benes; PEDRETTI, Maria da Graça de Brito Vianna; MACHADO, Andréa de Sousa. Chapter 5 Brazil (in International project finance and PPPs: a legal guide to key growth markets – 2013). The Netherlands: Kluwer Law International, 2013

- Felsberg, Thomas Benes. Distribution agreements - Japão, 2018

- FELSBERG, Thomas Benes. The insolvency scenario in Brazil certain relevant issue (in International Insolvency & Restructuring Report 2019/2020), 2019

- FELSBERG, Thomas Benes; CAMPANA, Paulo. Brazil - the corporate insolvency law and new perspectives. (in The restructuring Review of the Americas, Global Restructuring Review 2018)

- Brazil the corporate insolvency law and new perspectives. FELSBERG, Thomas Benes. 2019

- FELSBERG, Thomas. The insolvency scenario in Brazil: Certain relevant issues. in International Insolvency & Restructuring Report (IRRF), 2020/21.

### Em publicações nacionais
- FELSERG, Thomas Benes. Setor aéreo e turismo.(in Recuperação Judicial: As mudanças e os desafios durante e depois da crise de COVID-19, organizado pelo TMA Brasil)

- FELSBERG, Thomas Benes; AZZONI, Clara Moreira. O juízo da recuperação judicial não é competente para decidir sobre a constrição de bens não abrangidos pelo plano de recuperação da empresa. (in Revista dos Tribunais, 2017, São Paulo)

- FELSBERG, Thomas Benes; AZZONI, Clara Moreira. Os bens de capital essenciais à atividade da empresa em recuperação devem permanecer em sua posse, enquanto durar o período de suspensão das ações e execuções contra a devedora, aplicando-se a ressalva final do § 3º, art. 49 da Lei 11.101/2005. (in Revista dos Tribunais, 2017)

- FELSBERG, Thomas Benes; SOLANO, Fabiana. Falência - uma perspectiva de negócio para investidores em distressed assets (in Investimento em distressed assets: como lucrar com ativos especiais e empresas em crise no Brasil).  Matrix. São Paulo, 2019

- FELSBERG, Thomas Benes; AZZONI, Clara Moreira; COSTA, Thiago Dias. As duas faces da segurança jurídica (in Revista da CAASP, ano 7, nº 34,)

## Outros
- FELSBERG, Thomas Benes; e BOACNIN, Victoria Villela. Artigos 26 a 34 da LRF (capítulo In Comentário à Lei de Recuperação de Empresas, coordenação do Prof. Dr. Paulo Fernando Campos Salles de Toledo). IBR – Instituto Brasileiro de Estudos de Recuperação de Empresas.

- FELSBERG, Thomas. Prefácio in: Recuperação judicial - análise comparada Brasil-Estados Unidos, coordenação do Prof. Dr. Paulo Fernando Campos Salles de Toledo. IBR – Instituto Brasileiro de Estudos de Recuperação de Empresas.

- FELSBERG, Thomas. Posfácio à Edição Brasileira: aspectos jurídicos da recuperação de empresas no Brasil. In: SLATTER, Stuart; LOVETT, David. Como recuperar uma empresa: a gestão da recuperação do valor e da performance. São Paulo: Atlas, 2009.